# 자연로그의 밑

자연로그의 밑(base of the natural logarithm)은 무리수인 상수로 {\displaystyle 2.71828\ 18284\ 59045\ 23536\ 02874\ \cdots }로 나타내어지며 기호 {\displaystyle e}로 표기한다. 이를 네이피어 상수(Napier's constant), 오일러 수(Euler's number), 자연상수라고도 부른다. 

## 정의
- {\displaystyle e}는 다음의 극한값으로 표현되며, 가장 일반적으로 정의되고 있는 야코프 베르누이의 방법이다.[5]

 {\displaystyle e=\lim _{n\to \infty }\left(1+{\frac {1}{n}}\right)^{n}} 

- {\displaystyle e}는 좌표평면상의 네 개의 그래프 {\displaystyle y={\dfrac {1}{x}},~}{\displaystyle x} 축{\displaystyle ,~x=1,~x=t(>1)}로 둘러싸인 부분의 넓이가 {\displaystyle 1}일 때, {\displaystyle t}의 값이다. 이 정의는 로그함수, 극한, 정적분의 선행 없이 쓸 수 있는 정의이다. 이를 정적분으로 표현하면 다음과 같다.

 {\displaystyle \int _{1}^{e}{\frac {1}{x}}dx=1} 
이때 정적분 값이 항상 양수이므로 넓이로 부를 수 있다.
- {\displaystyle e}는 무한급수로 표현할 수도 있다.

 {\displaystyle e=\sum _{n=0}^{\infty }{\frac {1}{n!}}} 
이는 지수함수를 나타내는 테일러 급수 {\displaystyle e^{x}=\sum _{n=0}^{\infty }{{x^{n}} \over {n!}}} 에 대하여 {\displaystyle x=1}일 때의 값이다.

## 명칭
정식 수학 용어는 자연로그의 밑이지만, 수학교육학 분야에 한정하면 로그가 선행되지 않은 상태에서 서술되는 경우가 많고 이 때에는 상수 {\displaystyle e}로 지칭한다.
그외의 용어는 모두 비공식 용어이다. 스위스의 수학자 레온하르트 오일러의 이름을 따서 부르자는 의논이 있었으나 오일러가 발견한 수가 많아서 통용되지 않고 있다. 그 외 로그 계산법을 도입한 스코틀랜드의 수학자 존 네이피어를 기려 부르자는 이야기가 있었으나, 정작 그것을 발전시켜 밝혀낸 사람은 그가 아닌 야코프 베르누이여서 무산되었다.

## 역사
{\displaystyle e}의 값이 계산된 최초의 기록은 1618년 존 네이피어에 의해 발간된 로그표이다. 그러나 네이피어는 로그 계산의 과정에서 나온 결과 값만을 간단히 다루었을 뿐 {\displaystyle e}를 상수로 취급하지는 않았다. 네이피어의 로그는 {\displaystyle N=10^{7}(1-10^{-7})^{L}} 과 동치이다. 이를 오일러가 정의하여 오늘날까지 사용하고 있는 로그함수 정의로 옮기면 네이피어의 로그는
{\displaystyle N=\log _{n}L\cdots \cdots n=(1-10^{-7})^{10^{7}}}
인 로그함수이다. 위의 로그에서 사용된 밑은 {\displaystyle e}의 역수인 1⁄e와 매우 가까운 근삿값이다. 후일 윌리엄 오트레드가 네이피어의 로그표를 사용하여 로그 계산자를 만들었지만 그 역시 {\displaystyle e}를 특별한 상수로 취급하지는 않았다.
{\displaystyle e}가 특정한 상수임을 발견한 사람은 야코프 베르누이이다. 그는 복리 이자의 계산이 다음과 같은 극한을 취할 수 있다는 것을 발견하였다.
{\displaystyle \lim _{n\to \infty }\left(1+{\frac {1}{n}}\right)^{n}}
베르누이는 위의 식이 수렴한다는 것과 그것이 특정한 값이 된다는 것을 발견하였다. 물론 그 값은 {\displaystyle e}이다.
베르누이가 정리한 위의 급수를 처음으로 상수로서 표현한 사람은 고트프리트 빌헬름 라이프니츠이다. 라이프니츠는 1690년에서 1691년 사이에 크리스티안 하위헌스에게 쓴 편지에서 이 급수를 “b”로 표현하였다. 한편, 오일러는 1727년에서 1728년 사이에 이 상수를 {\displaystyle e}로 표현하여 사용하기 시작하였다. {\displaystyle e} 라는 표기가 정식 출판물에 처음 등장한 것은 1736년 출판된 오일러의 《메카니카》이다. 그 이전에는 수학자 마다 여러 알파벳을 사용하여 이 상수를 표기하였으나 《메카니카》의 출판이후 {\displaystyle e}로 표기하는 것이 관례가 되었다.

## 자연로그
{\displaystyle e}를 밑으로 하는 로그인 자연로그는 여러 분야에 두루 쓰인다. 로그함수는 정의에 의해 여러 밑을 가질 수 있지만, 일반적으로 밑을 따로 표기하지 않은 {\displaystyle \log x}는 자연로그를 뜻했다. 하지만 상용로그와 헷갈리는 문제 때문에 현재는 {\displaystyle \ln x}로 표기한다. 
로그함수 {\displaystyle f(x)=\ln x}의 도함수는 {\displaystyle f(x)={\frac {1}{x}}}이다. 즉,
{\displaystyle {\frac {d}{dx}}\ln x={\frac {1}{x}}}
이고,
{\displaystyle \int {\frac {1}{x}}dx=\ln x+C}
이다. 이는 {\displaystyle e}를 밑으로 한 자연로그의 가장 큰 특징으로 지수가 등차적으로 증가할 때 로그곡선의 기울기는 등비적으로 감소한다는 의미가 된다.
{\displaystyle e}를 밑으로 하는 자연로그는 여러 가지 증정도와 밀접한 관련을 보인다. 대표적인 것으로는 자연수에서 주어진 수가 충분히 클때 1에서부터 주어진 수까지의 소수의 개수는 로그함수에 점근한다는 소수 정리가 있다. 리만 가설에서 출발한 이 정리는 1896년 프랑스의 자크 아다마르와 벨기에의 발레푸생이 서로 독자적인 연구를 통하여 증명하였다.
이외에도 자연로그는 물리와 화학 등 여러 자연 과학의 변화량에서 사용된다. 다음은 자연로그가 자연 과학에 사용된 예이다.
- 루트비히 볼츠만은 엔트로피 S와 다중도 g의 자연로그 값이 비례함을 보였다.[14]

{\displaystyle S=k\cdot \ln g}
- 두 화학 물질의 1차 반응 속도에 따른 농도의 변화량은 다음의 식으로 표현된다.[15]

{\displaystyle \ln[A]=-kt+\ln[A]}0
A0 - 초기 농도, k - 반응 계수, t - 시간, A - 해당 시간에 따른 잔여 물질의 농도

## 특성
{\displaystyle e}는 무리수에 속하며 초월수로 알려져 있다.

### 초월수
{\displaystyle e}는 대수적 방정식의 해가 될 수 없는 초월수다. 1873년 프랑스의 수학자 샤를 에르미트에 의해 {\displaystyle e}가 초월수임이 증명되었다. {\displaystyle e}가 초월수임을 증명하는 방식은 귀류법에 의한 것으로 만일 {\displaystyle e}가 대수적인 수라고 가정하면 다항식을 구성하는 계수가 무한히 약분되는 모순이 생긴다는 것을 보이는 것이다.

### 무리수
또한 {\displaystyle e}는 무리수이기도 하다. 이에 대한 증명은 다음과 같다.
먼저 {\displaystyle e}의 테일러 전개는
{\displaystyle \lim _{n\to \infty }\sum _{k=0}^{n}{\frac {1}{k!}}=e}
이때 n까지의 부분합을 Xn라 하면, {\displaystyle X_{n}=\sum _{k=0}^{n}{\frac {1}{k!}}} 이다
{\displaystyle e-X_{n}=\sum _{k=n+1}^{\infty }{\frac {1}{k!}}<{\frac {1}{(n+1)!}}\cdot \left(1+{\frac {1}{n+1}}+{\frac {1}{(n+1)^{2}}}+{\frac {1}{(n+1)^{3}}}+\cdots \right)={\frac {1}{n(n)!}}}
이 성립한다.
이제 {\displaystyle e}를 유리수라 가정하면 양의 정수 {\displaystyle p}, {\displaystyle q}에 대해
{\displaystyle e={\frac {p}{q}}}
가 되어야 한다. 따라서,
{\displaystyle 0<e-X_{q}<{\frac {1}{q(q)!}}}
이어야 하고 이 부등식의 각 변에 {\displaystyle q!}를 곱하면
{\displaystyle 0<q!(e-X_{q})<{\frac {1}{q}}\cdots \cdots (1)}
이 된다. 한편, {\displaystyle e} = p⁄q 라 가정하였으므로
{\displaystyle q!e=q!{\frac {p}{q}}=p(q-1)!}
이 된다. 이에 따라 {\displaystyle q!e}와 {\displaystyle q!X} {\displaystyle q}는 양의 정수가 되어야 하므로 {\displaystyle q!(e-X_{q})} 역시 양의 정수가 되어야 한다. 그런데 위의 식 (1)에서 {\displaystyle q!(e-X_{q})}는 0보다 크고 1보다 작다고 하였으므로 이는 자연수가 될 수 없다. 따라서 {\displaystyle e}는 두 양의 정수의 비, 즉 유리수로 나타낼 수 없는 무리수이다.
{\displaystyle e}의 근삿값은 다음과 같은 연분수의 전개를 통하여 계산할 수 있다.
{\displaystyle e=2+{\frac {1}{1+{\frac {1}{2+{\frac {2}{3+{\frac {3}{4+{\frac {4}{5+\cdots }}}}}}}}}}}

### 계산
테일러 전개를 이용한 {\displaystyle e}의 근삿값 계산 결과는 다음과 같다.
{\displaystyle e=e^{1}={1 \over 0!}+{1 \over 1!}+{\frac {1}{2!}}+{\frac {1}{3!}}+{\frac {1}{4!}}+\cdots }
를 사용하여 8차항까지 더하면
{\displaystyle 1+1+{\frac {1}{2!}}+{\frac {1}{3!}}+{\frac {1}{4!}}+{\frac {1}{5!}}+{\frac {1}{6!}}+{\frac {1}{7!}}}
{\displaystyle =2+{\frac {1}{2\times 1}}+{\frac {1}{3\times 2\times 1}}+\cdots +{\frac {1}{7\times 6\times \cdots 3\times 2\times 1}}}
{\displaystyle =2+{\frac {1}{2}}+{\frac {1}{6}}+{\frac {1}{24}}+{\frac {1}{120}}+{\frac {1}{720}}+{\frac {1}{5040}}}
{\displaystyle =2.718253968\cdots }
위 계산은 소수점 아래 4자리까지 유효하다. 계승이 증가함에 따라 역수는 빠르게 {\displaystyle 0} 에 접근하므로 몇 차례의 계산으로도 {\displaystyle e}에 매우 근접한 근삿값을 구할 수 있다.
한편 {\displaystyle e^{n}=f(n)}인 지수함수의 테일러 급수는
{\displaystyle e^{n}={n^{0} \over 0!}+{n^{1} \over 1!}+{n^{2} \over 2!}+{n^{3} \over 3!}+{n^{4} \over 4!}+\cdots }
{\displaystyle \;\;={1 \over 1}+{n^{1} \over 1!}+{n^{2} \over 2!}+{n^{3} \over 3!}+{n^{4} \over 4!}+\cdots }
이다.

### 함수론

{\displaystyle e}는 함수의 미분과 적분에서 특별하게 취급된다. {\displaystyle e}에 대한 임의 차원의 지수함수인 {\displaystyle f(x)=e^{x}}는 이를 미분한 도함수가 다시 자기 자신이 되는 함수이다. 또한, 곡선 {\displaystyle f(x)=e^{x}}에 대한 {\displaystyle x=-\infty }에서 {\displaystyle x=1}까지 아래 넓이는 {\displaystyle e}이다.
먼저 {\displaystyle f(x)=e^{x}}의 미분을 보면,
{\displaystyle {\frac {d}{dx}}e^{x}=e^{x}}
이다. 이에 대한 증명은 다음과 같은 계산을 통해 확인할 수 있다.
{\displaystyle {\frac {d}{dx}}e^{x}=\lim _{n\to 0}{\frac {e^{x+n}-e^{x}}{n}}=e^{x}\cdot \lim _{n\to 0}{\frac {e^{n}-1}{n}}}
이때, {\displaystyle \lim _{n\to 0}{\frac {e^{n}-1}{n}}=1}
따라서, {\displaystyle {\frac {d}{dx}}e^{x}=e^{x}}
한편 오른쪽 그림과 같은 {\displaystyle y=e^{x}}의 그래프에서 {\displaystyle x=-\infty }에서 {\displaystyle x=1}까지 아래 넓이는 아래와 같다.
{\displaystyle \int _{-\infty }^{1}e^{x}\,dx=e}

## 적용

### 복리문제
복리 적금의 원리합계는 다음의 식과 같이 계산할 수 있다.
원리 합계 = 원금 X (1 + 이율)기간
예를 들어 1,000원을 예금하였을 때의 복리 합계는 이율에 따라 다음과 같이 계산 된다.
| 기간 | 3%    | 4%    | 5%    | 6%    |
| 1년  | 1,030 | 1,040 | 1,050 | 1,060 |
| 2년  | 1,061 | 1,081 | 1,102 | 1,123 |
| 3년  | 1,093 | 1,124 | 1,157 | 1,191 |
| 4년  | 1,126 | 1,169 | 1,215 | 1,262 |
| 5년  | 1,159 | 1,216 | 1,276 | 1,338 |
| 6년  | 1,194 | 1,265 | 1,340 | 1,418 |

위의 식을 이용하면 원리합계가 목표하는 금액이 되기 위해서 얼마의 기간이 필요한 지 계산할 수 있다. 예를 들어 1천원을 복리 5%로 예금할 때 원리합계가 1억원을 넘기 위해서는 236년이 걸린다. 또한, 위의 표를 보면 이율과 기간 사이에 일정한 관계가 있다는 것을 확인할 수 있다. 즉, 일정 기간이 지났을 때의 원리합계는 특정한 비율을 나타내게 된다. 베르누이는 기간이 n 일 때 이율을 1⁄n이라 하면, 이 원리 합계의 극한이 다음과 같이 네이피어의 로그표에 사용된 밑에 점근한다는 것을 발견하였다.
{\displaystyle \lim _{n\to \infty }\left(1+{\frac {1}{n}}\right)^{n}=2.71828\cdots =e}

### 오일러의 공식

오일러 공식은 복소평면에서 삼각함수와 지수함수의 관계를 나타낸다.

1714년 영국의 수학자 로저 코츠는 자연 로그 함수를 복소수로 확장할 경우 다음과 같은 삼각함수의 관계식으로 표현될 수 있다는 것을 발견하였다.
{\displaystyle \ln(\cos x+i\sin x)=ix\ }
1740년 레온하르트 오일러는 이 식을 지수함수로 변형하여 다음과 같이 나타내었다.
{\displaystyle e^{ix}\,=\,\cos x+i\sin x}
이를 오일러의 공식이라 한다.
오일러의 공식은 복소평면에서 삼각함수와 지수함수의 관계를 설명하고 있다. 이러한 사실은 복소수를 복소평면 위의 한 점으로 표현할 수 있다는 것을 시사한다. 하지만 코츠나 오일러 모두 이러한 발상을 했음에도 불구하고 복소평면을 일반화하지는 않았다. 복소수를 복소평면의 한 점으로 표현하기 시작한 것은 오일러 공식이 발표된 뒤 50여년이 지난 때부터였다.
오일러 공식은 테일러 급수를 통해 유도될 수 있다. 아래는 오일러 공식의 유도 과정을 소개한 것이다.
절댓값이 1 보다 작은 어떤 수 x에 대해 다음과 같은 무한 차수 다항식이 성립한다.
{\displaystyle 1+x+x^{2}+x^{3}+\cdots ={\frac {1}{1-x}}} (단, |x| < 1)
삼각함수 역시 위와 같은 조건을 만족하므로 다음과 같은 무한 차수 다항식으로 표기할 수 있다. 삼각함수의 무한 차수 다항식이 실제 무한히 전개된다는 것은 영국의 브룩 테일러가 증명하였기 때문에 이 전개를 흔히 테일러 급수라고 한다. 사인 함수와 코사인 함수의 테일러 급수는 다음과 같다.
{\displaystyle \sin {x}=x-{\frac {x^{3}}{3!}}+{\frac {x^{5}}{5!}}-{\frac {x^{7}}{7!}}+{\frac {x^{9}}{9!}}-\cdots }
{\displaystyle \cos {x}=1-{\frac {x^{2}}{2!}}+{\frac {x^{4}}{4!}}-{\frac {x^{6}}{6!}}+{\frac {x^{8}}{8!}}-\cdots }

한편 {\displaystyle f(z)=e^{z}}인 지수함수의 테일러 급수는
{\displaystyle e^{z}=1+{\frac {z}{1}}+{\frac {z^{2}}{2!}}+{\frac {z^{3}}{3!}}+{\frac {z^{4}}{4!}}+\cdots }
이다. 이때, {\displaystyle z=ix}라 하면 이 테일러 급수의 전개는 다음과 같이 변환될 수 있다.
{\displaystyle e^{ix}=1+{\frac {ix}{1}}-{\frac {x^{2}}{2!}}-{\frac {ix^{3}}{3!}}+{\frac {x^{4}}{4!}}+{\frac {ix^{5}}{5!}}-\cdots } (i2= -1)
위 식에서 짝수 차수 항과 홀수 차수 항을 따로 모아 정리하면
{\displaystyle e^{ix}=\left(1-{\frac {x^{2}}{2!}}+{\frac {x^{4}}{4!}}-\cdots \right)+i\left(x-{\frac {x^{3}}{3!}}+{\frac {x^{5}}{5!}}-\cdots \right)}
가 된다. 
위 식을 살펴 보면 실수항은 코사인 함수의 테일러 급수이고 허수항은 사인 함수의 테일러 급수임을 알 수 있다. 따라서, 다음과 같은 오일러 공식이 성립한다.
{\displaystyle e^{ix}\,=\,\cos x+i\sin x}
여기에서 x에 π를 대입하면
{\displaystyle e^{i\pi }+1=0\!}
이 되고, 이를 오일러의 등식{\displaystyle \;e^{i\pi }+1=0\;}이라고 한다.

## 미해결 문제
{\displaystyle e}와 연관된 여러 문제가 아직 해결되지 않았다. 대표적인 문제로는 오일러-마스케로니 상수 γ 가 무리수나 초월수인지를 밝히는 것인데, 아직까지 증명되지 않고 있다. γ 는 조화 급수와 자연로그의 차에 대한 극한으로 다음과 같은 식으로 나타낼 수 있다.
{\displaystyle \gamma =\lim _{n\rightarrow \infty }\left(\sum _{k=1}^{n}{\frac {1}{k}}-\ln(n)\right)=0.57721\cdots }

## e의 소수점 아래 첫 500자리
{\displaystyle e}의 소수점 아래 첫 500자리는 아래와 같다. (줄당 100자리)
| 2. | 7182818284 5904523536 0287471352 6624977572 4709369995 9574966967 6277240766 3035354759 4571382178 5251664274     |
|    | 2746639193 2003059921 8174135966 2904357290 0334295260 5956307381 3232862794 3490763233 8298807531 9525101901     |
|    | 1573834187 9307021540 8914993488 4167509244 7614606680 8226480016 8477411853 7423454424 3710753907 7744992069     |
|    | 5517027618 3860626133 1384583000 7520449338 2656029760 6737113200 7093287091 2744374704 7230696977 2093101416     |
|    | 9283681902 5515108657 4637721112 5238978442 5056953696 7707854499 6996794686 4454905987 9316368892 3009879312 ... |

## 같이 보기
- 삼각함수
- 수학 상수
- 자연로그
- 레온하르트 오일러
- 야코프 베르누이
- 존 네이피어

## 주해
1. ↑  바로 밑에 표시된 베르누이의 복리 이자 계산과 식의 형식이 같다는 점에 주목할 것
2. ↑  복리 이자에 의한 원리합계에서와 같이 자연계의 변화량은 원래의 양을 1로 보았을 때 0에서 1사이의 값을 갖는 비율로 생각될 수 있고, 이는 {\displaystyle e}의 대수적 비례관계로 파악될 수 있기 때문이다.
3. ↑  {\displaystyle 1000\cdot (1+5\%)^{236}=100,155,449} 소수점 이하 반올림

## 참고 문헌
1. ↑  대한수학회, 대한수학회 공식 홈페이지
2. ↑  https://www.nature.com/articles/s41567-019-0655-9
3. ↑  https://www.nature.com/articles/s41567-019-0655-9
4. ↑  https://www.hindawi.com/journals/jm/2011/563413/
5. ↑  이은승, MATHPEDIA 수학용어사전, 넥서스, 2008년, ISBN 89-6000-377-8, 132쪽
6. ↑  정경훈, 자연로그-로그이야기 보관됨 2014-07-14 - 웨이백 머신, 국제수학교육원
7. ↑  Maor, Eli (2000). 《오일러가 사랑한 수 e》. 번역 허민. 경문사. 12-14쪽. ISBN 89-7282-467-4.
8. ↑  Maor, Eli (2000). 《오일러가 사랑한 수 e》. 번역 허민. 경문사. 21쪽. ISBN 89-7282-467-4.
9. 1 2 3  김원기, 꿈꾸는 과학, 풀로엮은집, 2008년, ISBN 89-90431-96-4, 206쪽
10. ↑  Euler, Meditatio in experimenta explosione tormentorum nuper instituta.
11. ↑  E, the Number 2011-03-06 읽어봄
12. ↑  존 더비셔, 박병철 역, 《리만 가설》, 승산, ISBN 978-89-88907-88-7,155-160쪽
13. ↑  존 더비셔, 박병철 역, 《리만 가설》, 승산, ISBN 978-89-88907-88-7, 214쪽
14. ↑  JOHN R.TAYLOR 외, 강희재, 현대물리학, 교보문고, 2005년, ISBN 89-7085-543-2, 666쪽
15. ↑  정문호 외, 최신 환경화학, 동화기술, 2006년, ISBN 89-425-1064-7, 30쪽
16. ↑  이은승, MATHPEDIA 수학용어사전, 넥서스, 2008년, ISBN 89-6000-377-8, 132쪽
17. ↑  김태성, e 및 π의 초월성과 고등학교에서 초월수 지도 보관됨 2012-11-07 - 웨이백 머신, 한국수학교육학회 A 통권 14권 2호, 1976년, 17-22
18. ↑  O'Connor, John J.; Robertson, Edmund F., "Charles Hermite", MacTutor History of Mathematics archive, University of St Andrews.
19. ↑  이슈 & 논술2.0 자연계 346호, 이슈투데이, 2010년, ISBN AAR0303460, 33쪽
20. 1 2  Maor, Eli (2000). 《오일러가 사랑한 수 e》. 번역 허민. 경문사. 52쪽. ISBN 89-7282-467-4.
21. ↑  Maor, Eli (2000). 《오일러가 사랑한 수 e》. 번역 허민. 경문사. 55쪽. ISBN 89-7282-467-4.
22. ↑  이슈 & 논술2.0 자연계 346호, 이슈투데이, 2010년, ISBN AAR0303460, 32쪽
23. ↑  앙드레 주에트, 김보현 역, 수의 비밀, 이지북, 2001년, ISBN 89-89422-43-4, 156-157쪽
24. ↑  John Stillwell (2002). Mathematics and Its History. Springer.
25. ↑  이를 복소평면 위의 한 점으로 표현한 최초의 수학자는 프랑스의 장-로베르 아르강(프랑스어: Jean-Robert Argand, 1768년 - 1822년)이었다. - Argand Diagram
26. ↑  Sooji Shin, 고등학생을 위한 오일러 등식 ei π + 1 = 0의  유도(한국어), 오일러 공식의 유도와 관련하여 특별한 주석이 없는 경우 이 글에서 인용한 것이다.
27. ↑  존 더비셔, 박병철 역, 《리만 가설》, 승산, ISBN 978-89-88907-88-7, 107쪽 - "상수 {\displaystyle e}는 수학에서 가장 중요하게 취급되는 상수 중 하나이다"
28. ↑  줄리언 헤빌, 고중숙 역, 오일러 상수 감마, 승산, 2008년, ISBN 89-6139-018-X,  379쪽